# Ici la France (Radio Sigmaringen)
Pour les articles homonymes, voir Ici la France.
Ici la France, ou Radio Sigmaringen, est une station de radio collaborationniste créée par Jean Luchaire, commissaire à l'Information de la Commission gouvernementale de Sigmaringen, le gouvernement en exil de la France vichyste. Elle commença à émettre le 26 octobre 1944, 3 heures par jour, de 19 h 30 à 21 h 30. Elle possédait un émetteur de 120 kW qui lui permettait d'atteindre le territoire français. Elle était dirigée par Jacques de Lesdain.